# Federazione Sammarinese Nuoto
La Federazione Sammarinese Nuoto (in sigla FSN) è l'organo che governa e gestisce l'attività natatoria a San Marino, in particolare per quanto riguarda il nuoto agonistico e sincronizzato. La FSN gestisce anche le squadre nazionali che partecipano alle diverse competizioni internazionali.
È stata fondata nel 1981 e conta due società affiliate, la Gens Aquatica San Marino ed il San Marino Nuoto. È affiliata al Comitato Olimpico Nazionale Sammarinese, alla LEN, alla FINA, alla COMEN ed alla COLAN.
Organizza annualmente, dal 2001, il Meeting del Titano, che dal 2006 è entrato nel calendario LEN, oltre al campionato sammarinese di nuoto.
Gli atleti del nuoto sanmarinese si sono distinti, in campo internazionale, vincendo numerose medaglie ai Giochi dei Piccoli Stati d’Europa,:
- Diego Mularoni - 13 medaglie (6 ori, 5 argenti e 2 bronzi di cui uno con la staffetta).
- Emanuele Nicolini - 12 medaglie (4 ori, 5 argenti e 3 bronzi di cui uno con la staffetta)
- Simona Muccioli - 6 medaglie (4 argenti e 2 bronzi)
- Veronica Carattoni - 4 medaglie (2 argenti e un bronzo individuali e un argento con la staffetta)
- Giuliano Tomassini - 3 medaglie (1 argento e un bronzo individuali e un argento con la staffetta)
- Filippo Piva - 3 medaglie (2 bronzi individuali e un argento con la staffetta)